# Antal Mally
Antal Mally (Budapest, 21 settembre 1890 – 1º gennaio 1958) è stato un allenatore di calcio e calciatore ungherese.

## Carriera

### Giocatore
Negli anni '10 ha giocato in patria nel Terézvárosi TC. Dal 1925 al 1927 ha giocato nella Triestina, nella seconda serie italiana (col nome di Seconda Divisione nella stagione 1925-1926 e di Prima Divisione nella stagione 1926-1927).

### Allenatore
Nel 1927 ha allenato la Nazionale estone, con cui ha vinto 3 delle 4 partite disputate, allenando contemporaneamente anche il VS Sport Tallinn, squadra della massima serie estone; in seguito, si è trasferito in Italia: nella stagione 1928-1929 ha allenato il Venezia, con cui ha ottenuto un undicesimo posto in classifica (su 16 squadre) nel girone B di Divisione Nazionale, la massima serie dell'epoca. L'anno seguente è passato agli abruzzesi della Virtus Lanciano, che durante la stagione 1929-1930 ha allenato nel campionato di Prima Divisione (la terza serie dell'epoca). Ha allenato nella medesima categoria anche nelle 3 stagioni successive: nella stagione 1930-1931 con il Catania, mentre nella stagione 1931-1932 e nella stagione 1932-1933 con il Siracusa. Nel 1935 è tornato alla guida della Nazionale estone, per 8 partite, terminate col bilancio di 3 pareggi e 5 sconfitte. Nel 1939 ha allenato il Lierse, formazione della prima divisione belga. In seguito, ha allenato varie formazioni in Cecoslovacchia (Považska Bystrica, AC Sparta, Žilina, FC Rimavska Sobota).